# Любомир Николов (писател, р. 1961)
Вижте пояснителната страница за други личности с името Любомир Николов.
Любомир Павлов Николов е български писател на съвременни художествени и хумористични и научнофантастични разкази.

## Биография
Роден е на 16 юни 1961 в София. Завършва психология в СУ „Климент Охридски“. Специализирал е във Варшавския университет.

## Награди
- Чудомирови празници 2009, награда „Чудомир“ 2008 за разказа „Цоглавец“[2]
- ISP – The Editor's Choice Award /poem „Come“/
- Номинация на „Въжеиграчът Карой“ за наградата „Хеликон“ (2010)[3]
- Награда в Осмия конкурс за кратка проза на eRunsMagazine и LiterNet за разказа „Детето на Давид“[4]
- Номинация на пиесата „Сега и отвъд“ – Шесто издание на Националния конкурс за българска драматургия „Иван Радоев“ – Плевен
- Национален литературен конкурс „Петър Ковачев“ – награда за разказа „Мрежата“[5]
- Четвърти национален литературен конкурс за поезия „Биньо Иванов“, Кюстендил – поощрителна награда за „Оживление“[6]
- Конкурс на Човешката библиотека и Фантазийска преводаческа школа, награди за разказите „В началото бе метрото“ и „Три истории за града с много вятър“
- Награда в конкурса за фантастичен разказ на фондация „Буквите“[7]
- Награда в конкурса „Ирелевант '2011“ на фондация Буквите за оригинален герой /Полковникът от разказа „Полковникът и пчелите“/
- Втора награда в Четвъртия национален конкурс за хайку (2011)
- Номинация на „Очи на сляп, език на болен“ (изд. Жанет 45) за наградата „Хеликон“ (2012)[8]
- Номинация на Натюрморт с мъже“ (изд. Сиела) за наградата „Хеликон“ – 2014 г.[9]

## Произведения в периодиката
Има публикации във вестниците „Капитал“, „Литературен вестник“, „Труд“, „Сега“, „Дума“ и „Стършел“, и списанията „Море“, „Страница“, „Знаци“, „Съвременник“, „Осем“ и „ЛИК“.

### Съвременни разкази
- 2005 – „Любо и илюзорния свят“
- 2005 – „Василий“
- 2006 – „За Джагите и Ной“
- 2006 – „Двойникът“
- 2006 – „Мухата“
- 2006 – „Жулиен“
- 2006 – „Планината“
- 2006 – „Скитникът“
- 2006 – „Сватба“
- 2006 – „Пленникът“
- 2007 – „Наташа“
- 2008 – „Човекът с гигантските рамене“
- 2008 – „Безумната страст по голф с музика“
- 2008 – „Препогребване на Исидор Дюкас“
- 2008 – „Въжеиграчът Карой“
- 2008 – „Три истории за град с много вятър“. – В: алманах „Фантастика 2008“ (антология), 2008.
- 2008 – „Тривиален делириум“
- 2008 – „Цоглавец“
- 2009 – „Момичето с цигулката“
- 2009 – „Лунатици“
- 2009 – „Иносковата Инес“
- 2009 – „Безкрайност, нищожно малка“
- 2009 – „Dual Core“
- 2009 – „Момичето отвъд хълма“
- 2009 – „Ред“
- 2010 – „Полковникът и пчелите“
- 2010 – „Лъджа“
- 2010 – „Детето на Давид“
- 2011 – „Мрежата“
- 2011 – „Крем Калиопа“
- 2011 – „Брачният договор“
- 2011 – „Хоумър влиза в Рим“

### Фантастични разкази
- 2006 – „В началото бе метрото“. – В: „Сънувах човешко лице“ (антология), Фондация „Буквите“, 2006.
- 2006 – „Спасителят на спомени“. – В: „Знойни хоризонти“ (антология), Издателство „Аргус“, 2006.
- 2007 – „Последната капка“
- 2011 – „42 котки“
- 2011 – „Астронавта“

### На чужди езици
На английски език
- „In the Beginning was the Subway“ (short story). – В: „Marginal Boundaries #1“.
- „Three Tales Of A Very Windy Town“ (short story), translated in English by Kalin Nenov. – В: „UNSTUCK #2“.

На испански език
- „Smokini: delirio trivial“ – В: „Revista Literaria Azul@rte“.
- „TeCuento“

На словашки език
- „Povrazolezec Karolyi“ – В: „Literarny Tyzdennik“.